# ‘Enot Ẕippori
‘Enot Ẕippori (hebreiska: עין צפורי, En Ẕippori, עינות ציפורי) är en källa i Israel.   Den ligger i distriktet Norra distriktet, i den norra delen av landet. ‘Enot Ẕippori ligger 223 meter över havet.
Terrängen runt ‘Enot Ẕippori är kuperad åt sydost, men åt nordväst är den platt. Terrängen runt ‘Enot Ẕippori sluttar västerut.Runt ‘Enot Ẕippori är det ganska tätbefolkat, med 80 invånare per kvadratkilometer. Närmaste större samhälle är Nasaret, 4,8 km sydost om ‘Enot Ẕippori. Trakten runt ‘Enot Ẕippori består till största delen av jordbruksmark.